# Liste der Venuskrater/W
| Name           | Position          | ⌀       | Benannt nach                                                                                              |
| -------------- | ----------------- | ------- | --- |
| Wanda          | 71,3° N, 36,9° W  | 21,7 km | polnischer Vorname                                                                                        |
| Wang Zhenyi    | 13,2° N, 142,2° W | 23,4 km | Wang Zhenyi (1768–1797), chinesische Astronomin                                                           |
| Warren         | 11,7° S, 176,5° O | 50,9 km | Mercy Otis Warren (1728–1814), amerikanische Schriftstellerin                                             |
| Wazata         | 33,6° N, 61,7° W  | 13,9 km | Vorname der Hausa                                                                                         |
| Weil           | 19,4° N, 76,9° W  | 24,2 km | Simone Weil (1909–1943), französische Philosophin, Mystikerin, politische Aktivistin und Schriftstellerin |
| Wendla         | 22,5° N, 152,4° W | 5,7 km  | schwedischer Vorname                                                                                      |
| Wen Shu        | 5° S, 56,3° W     | 31,5 km | Wen Shu (1595–1634), chinesische Malerin                                                                  |
| West           | 26,1° N, 57° W    | 28,8 km | Rebecca West (1892–1983), britische Schriftstellerin und Journalistin                                     |
| Wharton        | 55,7° N, 61,9° O  | 50,5 km | Edith Wharton (1862–1937), US-amerikanische Schriftstellerin                                              |
| Wheatley       | 16,6° N, 92° W    | 74,8 km | Phillis Wheatley (ca. 1753–1784), erste afroamerikanische Dichterin                                       |
| Whiting        | 6,1° S, 128° O    | 35,7 km | Sarah Frances Whiting (1847–1927), US-amerikanische Astronomin                                            |
| Whitney        | 30,2° S, 151,3° O | 42,5 km | Mary Watson Whitney (1847–1921), US-amerikanische Astronomin                                              |
| Wieck          | 74,2° S, 115,2° W | 20,2 km | Clara Schumann, geb. Wieck (1819–1896), deutsche Pianistin und Komponistin                                |
| Wilder         | 17,4° N, 122,6° O | 35,1 km | Laura Ingalls Wilder (1867–1957), US-amerikanische Schriftstellerin                                       |
| Willard        | 24,6° S, 63,9° W  | 48,4 km | Emma Willard (1787–1870), US-amerikanische Pädagogin                                                      |
| Wilma          | 36,7° N, 1,7° O   | 12,5 km | englischer Vorname                                                                                        |
| Winema         | 3° N, 168,6° O    | 21,7 km | Toby Riddle (Winema) (1848–1932), indianische Übersetzerin vom Stamm der Modoc                            |
| Winnemucca     | 15,4° S, 121,1° O | 30,3 km | Sarah Winnemucca (1844–1891), US-amerikanische Indianerpolitikerin und Schriftstellerin                   |
| Wiwi-yokpa     | 73,8° S, 131,6° W | 4,5 km  | indianischer Name                                                                                         |
| Wollstonecraft | 39,1° S, 99,2° W  | 44,1 km | Mary Wollstonecraft (1759–1797), englische Schriftstellerin                                               |
| Woolf          | 37,7° S, 27,2° O  | 24,5 km | Virginia Woolf (1882–1941), englische Schriftstellerin                                                    |
| Workman        | 12,9° S, 60,1° W  | 17,4 km | Fanny Bullock Workman (1859–1925), US-amerikanische Bergsteigerin, Autorin und Frauenrechtlerin           |
| Wu Hou         | 25,5° S, 42,6° W  | 27,5 km | Wu Zetian (625–705), chinesische Kaiserin                                                                 |
| Wynne          | 55° N, 53,6° O    | 10 km   | englischer Vorname                                                                                        |